# The Expendables – A feláldozhatók 3.
A The Expendables – A feláldozhatók 3. 2014-ben bemutatott amerikai-francia akciófilm, melynek rendezője Patrick Hughes, forgatókönyvírói Katrin Benedikt, Creighton Rothenberger és Sylvester Stallone. A film a 2012-ben bemutatott The Expendables – A feláldozhatók 2. folytatása, a The Expendables – A feláldozhatók sorozat harmadik része.
Általánosságban negatív kritikákat kapott az értékelőktől. A Rotten Tomatoeson 33%-os minősítést kapott 53 értékelőtől, az átlagos pontszám 4,8/10. A Metacriticen a film értékelése 33%, 19 kritikus szerint.
Bemutatója 2014. augusztus 15-én volt az Amerikai Egyesült Államokban, Magyarországon augusztus 28-án jelent meg szinkronizálva a ProVideo forgalmazásában.

## Cselekménye
|  | Alább a cselekmény részletei következnek! |

A Denzali börtön felé tartó páncélozott vonatban leláncolt rabot szállítanak. A vonat nyomában ott van a Feláldozhatók csapata egy helikopteren, amit Barney Ross (Sylvester Stallone) vezet. A banda leereszt egy hágcsót a vonat tetejére és lemásznak. Lee Christmas (Jason Statham), Gunner Jensen (Dolph Lundgren) és Dézsma (Randy Couture) tüzet nyit az őrökre. Mindhárman beugranak a vonat belsejébe és megölik a maradék őröket, míg Barney várja őket. Ezután Lee kinyitja a cella ajtaját, és kioldozza Doktor 'Doki' Halált (Wesley Snipes) a fogságból. Annak ellenére, hogy kiszabadították, a Doki nem akar velük menni. Az ellenkező irányba fut és megöli az útjába akadó őröket, majd a vonatot egyenesen a börtön felé irányítja, amellyel felrobbantja az egész épületet.
A Doki egy egykori Feláldozható tag és egy volt katonai orvos, aki már számos embert tett hidegre, de a tette mellett börtönbe akarták csukni adócsalás miatt (utalás Snipes valódi jogi problémáira). Gunner átadja neki a kését, hogy leborotválhassa a szakállát. Ezután odasétál a pilótafülkéhez, és beszélget Barneyval. A Doki nagyon várta, hogy hazamehessen, de Barney tájékoztatja arról, hogy szükség van rá a csapatában, mert meg kell megkeresniük egy Victor Minz nevezetű fegyverkereskedőt, aki aerosoft bombákat szállít le. Dokit sikerül meggyőzni, hogy csatlakozzon a csapathoz, majd Barney átadja neki a teli táska kését, ami az övé.
A Feláldozhatók megérkeznek Szomáliába, ahol találkoznak Hale Caesarral (Terry Crews). Együtt átosonnak a dokkokon, hogy megtalálják a kitűzött célt, a banditákat maguk után megölve. A helyszínhez hamarosan egy helikopter érkezik, és egy Conrad Stonebanks (Mel Gibson) nevezetű férfi száll ki belőle. Barney és a Doki ledöbben, amikor meglátják őt, mert úgy hitték, hogy már rég meghalt, majd figyelmeztetés nélkül tüzelni kezdenek rá. Stonebanks és az emberei visszatüzelnek és a dokkok raktárába hajszolják őket. Dézsma, Caesar és Gunner nagyobb lőfegyverekkel, beleértve a gránátvetőt, segítenek Barneyéknak és lelövik azokat, akik üldözőbe veszik őket. A csapatnak sikerül megsemmisítenie a kalózokat, de Stonebanks elmenekül a helikopterrel a dokk raktára felett. Stonebanks odafentről rácéloz Barney-ra a puskájával, de végül Caesart lövi lábon és háton. Ezt követően egy bombát dob le, a csapatot arra kényszerítve, hogy ugorjon bele a folyóba, mielőtt a bomba robbanna. A csapat megpróbálja Caesar sebeit ellátni, de nem sokra jutnak. Elviszik őt a kórházba, ahol Barney otthagyja neki a szerencsegyűrűjét.
Barney magát hibáztatja, ezért Las Vegasba utazik, hogy találkozzon egy régi barátjával, Bonapartéval (Kelsey Grammer), azzal a szándékkal, hogy segítsen toborozni neki új csapatot, ezúttal fiatalokból állót. Bonaparte beleegyezik, miután megtudja, hogy Stonebanks életben van. Az első megállóhely Wyoming, ahol találkoznak Thornnal (Glen Powell), aki magasan képzett hacker. Őt rögtön beveszik, amikor meglátják hegyet mászni a sziklán és onnan leugrani ejtőernyővel. Barney és Bonaparte New Yorkba mennek egy szórakozóhelyre, hogy megismerjék a jól megfelelt kidobónőt, Lunát (Ronda Rousey). Barney megfigyeli őt akció közben, amikor verekedés alakul ki néhány srác között a bárban, látják, amint kifinomultan rendet tesz. Őt is beveszik a csapatba. A következő pasas neve Galgo (Antonio Banderas), aki eljátssza saját önéletrajzát csak azért, hogy bekerüljön. Bonaparte elutasítja, miután megtudja, hogy az utolsó csapata elengedte. Folyton azt hajtogatja, hogy munkára van szüksége, és ő egy kivételes harci veterán és fegyverszakértő. A következő állomás Kalifornia, egy légibázis, ahol találkoznak Mars-szal (Victor Ortiz). Ő jól bánik a fegyverekkel, így Barney rögtön megkedveli. Az utolsó ember a listán egy harcos, aki Mexikóban található. A neve John Smilee (Kellan Lutz). Egy forrófejű hozzáállású srác, akit nem nagyon érdekel a dolog, de amint Barney elmagyaráz neki egy-két dolgot, rögtön elvállalja és csatlakozik a bandához.
Barney összegyűjtötte az újoncokat és bemutatja őket régi csapatának, hogy ővelük indul a Stonebanks elleni harcra. A régi csapat, amikor látja a fiatal srácokat (és a hölgyet), látják rajtuk, hogy még nagyon amatőrök.
Az új csapat találkozik egy CIA tiszttel, Max Drummerrel (Harrison Ford), a Feláldozhatók küldetés-menedzserével, és Ross egykori riválisával, Trench Mauserrel (Arnold Schwarzenegger), akik elfuvarozzák őket Romániába. Ross és az újoncok beszivárognak az irodaházba, hogy elfogják Stonebankst. Sikerül sokkolóval elkábítani és furgonnal elszállítani, csak az emberei a nyomukban vannak, mivel Stonebanks egy jeladót hord magánál. Emberei egy rakétavetővel rácéloznak az autóra és kiszabadítják. Ross a szakadékba zuhan, le a vízesésbe, közben Smilee-t, Lunát, Thornt és Marst elkapja Stonebanks.
Stonebanks küld egy videót Rossnak, hogy kihívja őt, és jöjjön utána. Miközben készül elhagyni a bázist, Ross összetalálkozik Galgóval, és beleegyezik abba, hogy adjon neki egy esélyt. Lee, Jensen, Dézsma és Doki is csatlakozik ehhez a durva erőfeszítéshez. A csapat nem sokkal később megérkezik, és megrohamozza az épületet, ahol Stonebanks az újoncokat tartja, és sikerül megmenteniük őket. Azonban Stonebanks felszerelte a helyet robbanószerrel, de Thorn egy akkumulátorral működő készülékkel képes késleltetni a visszaszámlálást. Közben megérkezik Drummer és Mauser, a visszavonult csapattárssal, Yin Yang-gal (Jet Li) együtt, hogy végre végezzenek Conraddal és az embereivel. A csapat együtt dolgozik és végeznek az embereivel. Ugyanekkor Ross és Stonebanks puszta kézzel harcolnak egymással, és végül Ross végez vele, de az idő lejárta miatt elkezd felrobbanni az egész épület. Ross a tetőn keresztül menekül, és beugrik Drummer helikopterébe, még mielőtt összedőlne az épület.
Caesar sebei begyógyultak, és Ross hivatalosan is elfogadta Galgo, Smilee, Luna, Thorn és Mars helyét a csapatban. Mindannyian összeülnek egy bárban, hogy ezt megünnepeljék.
|  | Itt a vége a cselekmény részletezésének! |

## Szereplők
| Színész               | Szerep | Magyar hang      |
| --------------------- | --- | ---------------- |
| Sylvester Stallone    | Barney Ross, a Feláldozhatók vezetője                                                                     | Gáti Oszkár      |
| Jason Statham         | Lee Christmas, a csapat késspecialistája                                                                  | Epres Attila     |
| Antonio Banderas      | Galgo (Philippe Silva) , a spanyol fegyveres erők korábbi tagja, boszniai háborús veterán és mesterlövész | Széles László    |
| Jet Li                | Yin Yang, A közelharc szakértője, Trench új társa                                                         | Görög László     |
| Wesley Snipes         | Doki (Doktor halál), egykori orvos, és az eredeti Feláldozhatók egyike                                    | Kálid Artúr      |
| Dolph Lundgren        | Gunner Jensen, a csapat labilis idegállapotú tagja                                                        | Jakab Csaba      |
| Kelsey Grammer        | Bonaparte, a Feláldozhatók szövetségese, nyugdíjas zsoldos                                                | Máté Gábor       |
| Randy Couture         | Dézsma (Toll Road), a csapat robbantásszakértője                                                          | Berzsenyi Zoltán |
| Terry Crews           | Hale Caesar, a Feláldozhatók nehézfegyver-szakértője                                                      | Galambos Péter   |
| Kellan Lutz           | John Smilee, volt haditengerész, akit felvesznek a Feláldozhatók csapatába                                | Papp Dániel      |
| Ronda Rousey          | Luna, egy szórakozóhely kidobónője, akit Bonaparte vesz fel                                               | Peller Anna      |
| Glen Powell           | Thorn, magasan képzett hacker, hegymászó és drónpilóta                                                    | Horváth Illés    |
| Victor Ortiz          | Mars, agorafóbiás mesterlövész katona                                                                     | Varga Rókus      |
| Robert Davi           | Goran Vata, az albán maffia feje                                                                          | Varga Tamás      |
| Mel Gibson            | Conrad Stonebanks, a Feláldozhatók társ-alapítója, könyörtelen fegyverkereskedő                           | Sörös Sándor     |
| Harrison Ford         | Max Drummer, a CIA tiszt és pilóta, aki a Feláldozhatóknak segít                                          | Csernák János    |
| Arnold Schwarzenegger | Trench Mauser, Barney egykori csapattársa                                                                 | Reviczky Gábor   |

## A film készítése

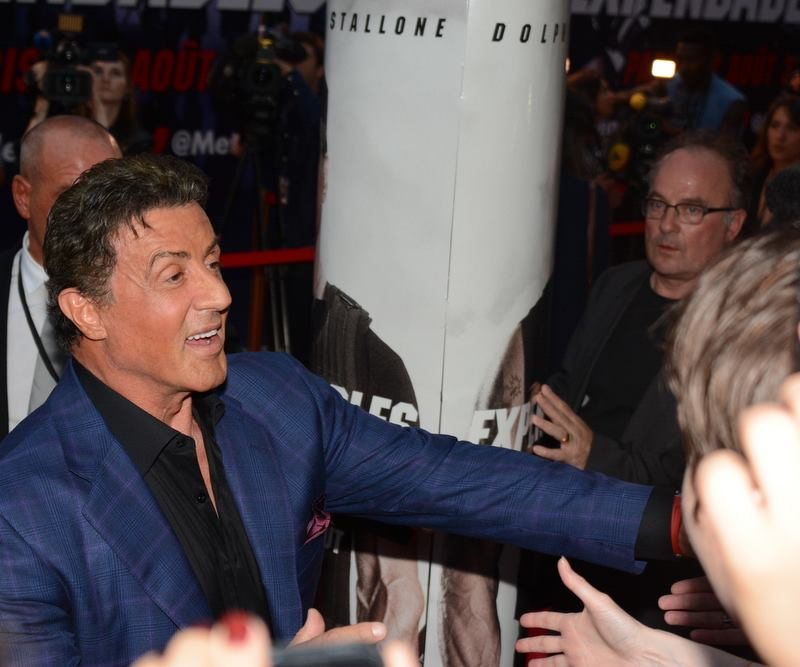
Sylvester Stallone a film francia premierjén, 2014. augusztusában

Az előző filmek szereplői közül többen visszatérnek a filmvászonra; Sylvester Stallone, Jason Statham, Jet Li, Dolph Lundgren, Randy Couture, Terry Crews és Arnold Schwarzenegger ismét szerepet kap a filmben, új szereplőként pedig csatlakozik hozzájuk Wesley Snipes, Antonio Banderas, Mel Gibson, Harrison Ford, Kellan Lutz, Ronda Rousey, Victor Ortiz és Glen Powell. Bruce Willis (Mr. Church) nem tér vissza ebben a részben, mivel a színész nem tudott megegyezni a készítőkkel a szerepléséért kapott honoráriumát illetően. A korábbi hírekkel ellentétben Nicolas Cage, Jackie Chan, Steven Seagal, Milla Jovovich és Mickey Rourke sem szerepel a filmben.

## Érdekesség
Ebben a filmben is, mint az előző két részben, egy 1984-ben gyártott, LZ-ABR jelzésű An–26 kéthajtóműves, légcsavaros gázturbinás szállító repülőgép szerepel, ami speciális festést kapott.

## Folytatás
2013 végén Randy Couture megerősítette, hogy bár a The Expendables 3 még akkor nem jelent meg, de már tervezik a negyedik részt. Ezt megerősítette 2014 márciusában a korábbi James Bond színész, Pierce Brosnan és azt nyilatkozta, hogy egyetértett Avi Lernerrel, és szívesen szerepelne a jövőbeli The Expendables folytatásban. Hulk Hogan azt állította az ő Twitterrén, hogy benne lesz a negyedik részben.

## Fordítás
- Ez a szócikk részben vagy egészben  a   The Expendables 3 című angol Wikipédia-szócikk fordításán alapul.  Az eredeti cikk szerkesztőit annak laptörténete sorolja fel. Ez a jelzés csupán a megfogalmazás eredetét és a szerzői jogokat jelzi, nem szolgál a cikkben szereplő információk forrásmegjelöléseként.